# Hutton-in-the-Forest Hall

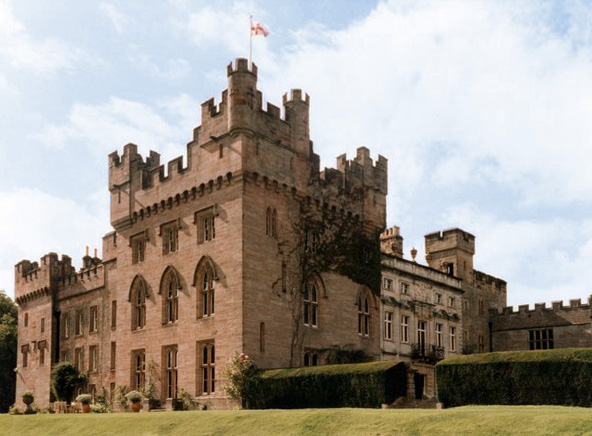
Hutton-in-the-Forest Hall, Ansicht von Osten

Hutton-in-the-Forest Hall, oft kurz nur Hutton-in-the-Forest und früher Hutton Hall genannt, ist ein Schloss in der englischen Ortschaft Skelton in Cumbria, etwa acht Kilometer nordwestlich von Penrith. Die Anlage besteht aus einem Pele tower, dem im 17. und 18. Jahrhundert Anbauten hinzugefügt wurden. Im 19. Jahrhundert durch den Architekten Anthony Salvin für die Familie Fletcher Vane stark verändert, steht das Bauensemble seit dem 27. Dezember 1967 als Grade I Listed Building unter Denkmalschutz. Es ist immer noch Eigentum der Fletcher Vanes, heute Lords Inglewood, und dient ihnen als privater Wohnsitz.

## Geschichte

### Anfänge
Hutton-in-the-Forest wurde 1292 erstmals erwähnt, als Edward I. den königlichen Förster im Forest of Inglewood (deutsch Wald von Inglewood), Thomas de Hoton, besuchte. Dieser hatte das an der Grenze zu Schottland gelegene Hutton-in-the-Forest vom König selbst erhalten und benannte sich nach seinem neuen Besitz. Ende des 14. oder zu Beginn des 15. Jahrhunderts errichtete die Familie Hutton einen Pele tower, der mit seinen Befestigungen den Bewohnern Schutz vor Überfällen durch Schotten bieten sollte. Hutton-in-the-Forest war damit einer von drei großen Herrensitzen im Inglewood Forest. In der zweiten Hälfte des 16. Jahrhunderts erweiterten die Huttons die Anlage um einen Bau mit einem großen Saal (englisch Great Hall).

### Erweiterungen
Bis in das Jahr 1605 blieben die Huttons Eigentümer, dann verkaufte Lancelot Hutton den Besitz an Richard Fletcher, einen reichen Kaufmann aus Cockermouth. Dieser heiratete eine Frau aus dem Hause Crackenthorpe of Newbiggin und wurde durch James I. zum Ritter geschlagen. Da Schottland derweil zum englischen Königreich gehörte, waren keine schottischen Überfälle mehr auf Hutton-in-the-Forest zu erwarten, und Richard Fletcher begann damit, die erworbene mittelalterliche Wehranlage in ein wohnliches Schloss zu verwandeln. Dazu ließ er den damals noch vorhandenen Wassergraben verfüllen und die damit nutzlos gewordene Zugbrücke deinstallieren.

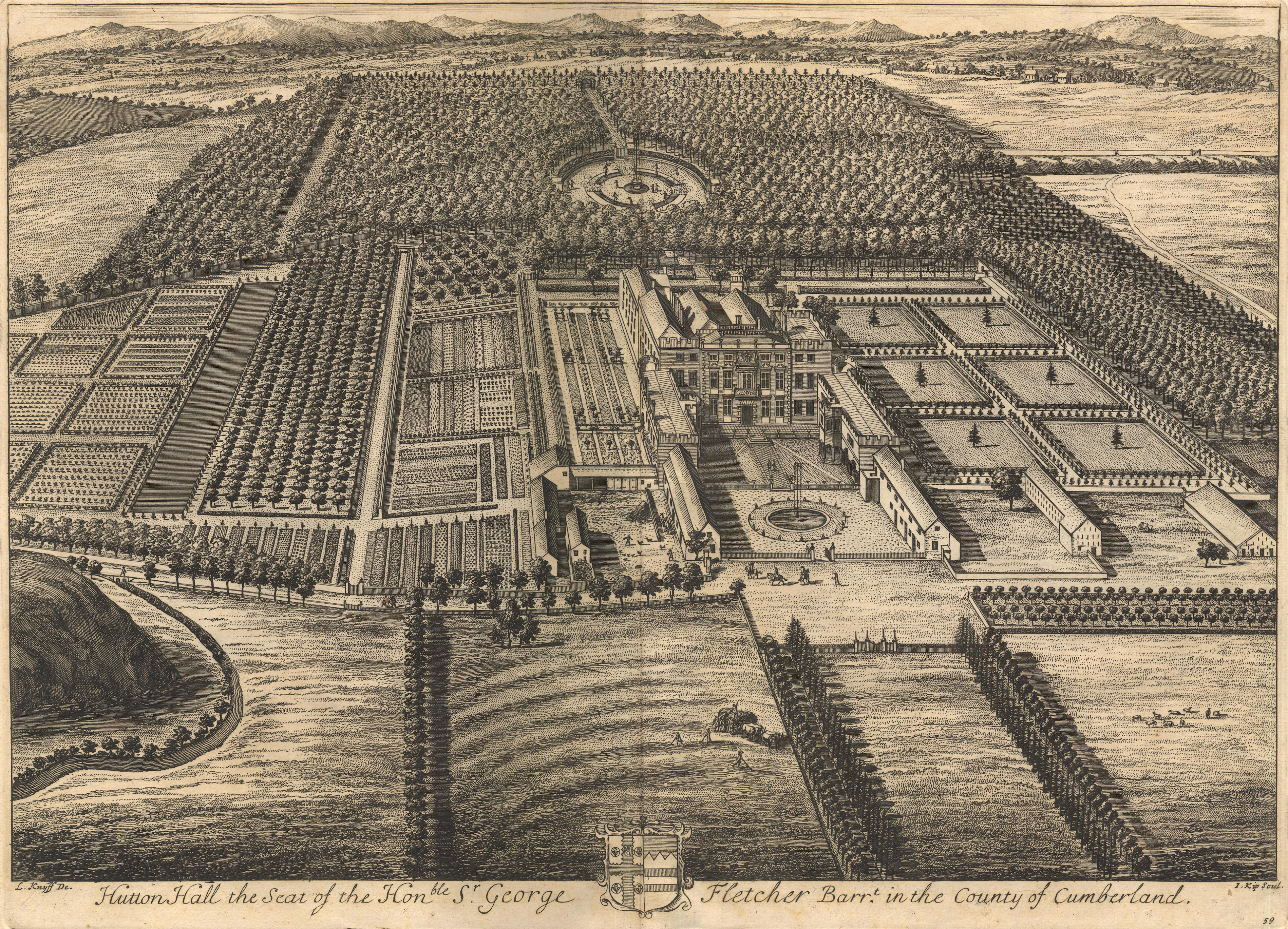
Abbildung des Schlosses auf einem 1705 veröffentlichten Stich von Johannes Kip

Seine heutige Gestalt erhielt das Schloss im 17. Jahrhundert. Richards Sohn Henry, der 1641 zum Baronet of Hutton le Forest in the County of Cumberland, erhoben wurde, fügte dem vorhandenen Bau um 1640 einen Galerieflügel hinzu. Die Pläne dafür lieferte Alexander Pogmire. Als er während des Englischen Bürgerkriegs auf Seiten der Royalisten im September 1645 in der Schlacht bei Rowton Heath starb, musste seine Witwe viele Repressalien der Parlamentarier über sich ergehen lassen, so zum Beispiel empfindliche Strafzahlungen, Sequestration und sogar Gefängnisaufenthalte. Henrys Sohn George war erst zwölf Jahre alt, als er die Nachfolge seines Vaters antrat. Um 1685 ließ er den Saalbau seines Anwesens umgestalten und erweitern. Die Eingangsfassade dieses Schlossteils wurde dabei von Edward Addison im Stil der Renaissance vermutlich nach Plänen von William Talman verändert. Außerdem wurde dem Ensemble ein Südostflügel angefügt. Ein 1705 veröffentlichter Stich des Hauses von Johannes Kip zeigt Hutton-in-the-Forest mit einem südlichen Pendant zum Galerieflügel, es ist aber nicht sicher, ob dieses tatsächlich jemals gebaut wurde.

### Übergang an die Familie Vane
Nach Georges Tod im Jahr 1700 wurde sein Sohn Henry neuer Schlossherr. Dieser kümmerte sich zwar um den Garten, vernachlässigte aber die Gebäude. Ein Besucher berichtete, dass das Haus nur so von Ratten wimmelte, aber der Garten in gutem Zustand gewesen sei. Henry konvertierte zum katholischen Glauben und wurde Mönch im Kartäuserkloster von Douai, wo er 1712 starb. Seinen Besitz hatte er einem entfernten Verwandten, Thomas Fletcher of Moreby, vermacht, aber seine jüngste Schwester Catherine und ihr Mann Lyonel Vane of Long Newton klagten gegen dieses Vermächtnis. Es wurde daraufhin entschieden, dass Hutton Hall an Catherines Sohn Henry Vane fallen sollte, sofern Thomas Fletcher bei seinem Tod noch kinderlos wäre. Da dieser Fall eintrat, kam Hutton-in-the-Forest an die Familie Vane. Unter ihr wurden die meisten Räume des Schlosses so eingerichtet, wie sie heute noch zu sehen sind.

### Erweiterungen, Umbauten, Instandsetzungen

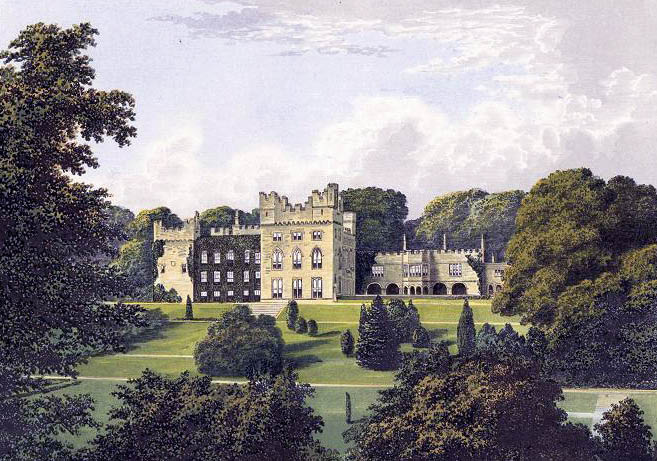
Ansicht des Schlosses aus Morrisʼ Country Seats von 1880

Henry kümmerte sich intensiv um Park und Garten. Er ließ mehr als 50.000 Bäume pflanzen, den größten der drei Schlossteiche anlegen und den ehemaligen Küchengarten nordwestlich des Schlosses an zwei Seiten von einer Mauer einfassen, um dort Obstbäume pflanzen zu können. Unter ihm entstand auch die aufwendige Stuckdekoration des sogenannten Puttenzimmers (englisch Cupid Room). Weil er unverheiratet und kinderlos starb, kam das Erbe an seinen jüngeren Bruder Walter. Wie sein älterer Bruder fügte dieser den Namen Fletcher seinem eigenen hinzu und nannte sich Fletcher Vane. Ihm folgte sein Sohn Lyonel nach, der 1786 zum Baronet erhoben wurde und im selben Jahr starb. Sein Sohn Frederick ließ zu Beginn des 19. Jahrhunderts die südöstliche Fassade der Anlage von William Nixon aus Carlisle verändern und den Schlosspark unter William Sawrey Gilpin in den 1820er Jahren umformen. In der Zeit von 1824 bis 1827 folgten Umbauten durch den Architekten George Webster aus Kendal. Er war gemeinsam mit Anthony Salvin, der später mit Arbeiten am Tower of London und an Windsor Castle befasst war, mit umfassenden Instandsetzungs- und Umbauarbeiten beauftragt worden. Von Salvin stammt der Entwurf für den wuchtigen Ostturm der Anlage, der 1830 im Stil der Neugotik errichtet wurde. Ab 1845 folgten unter Fredericks Sohn Francis und dessen Frau Diana Olivia Beauclerk weitere umfassende Veränderungen nach Plänen Salvins, die das Aussehen des Schlosses enorm veränderten. Auf den Pele tower setzte der Architekt einen weiteren turmähnlichen Aufsatz und errichtete an der Südwestseite Unterkünfte für Bedienstete. Dem Südostflügel von William Nixon fügte er neugotische Elemente hinzu. Die letzte Baumaßnahme des 19. Jahrhunderts war 1886 die Errichtung des Gladstone-Turms (englisch Gladstone Tower) durch Francisʼ Schwiegertochter Lady Magaret Vane, geborene Gladstone, auf einem Anbau, der sich dem Galerieflügel anschließt.

### Heutige Nutzung
Da aus Margarets Ehe mit Henry Fletcher Vane keine Kinder hervorgingen, erbte nach Henrys Tod mit William Morgan Vane ein entfernter Verwandter das Anwesen. Der neue Schlossherr änderte seinen Namen in Fletcher Vane und wurde 1945 zum ersten Baron Inglewood erhoben. Heutiger Eigentümer von Hutton-in-the-Forest Hall ist dessen Sohn Henry. Er und seine Familie nutzen es als privaten Wohnsitz, machten das Anwesen aber auch der Öffentlichkeit zugänglich. Gegen Entgelt können das Schloss, sein Park und sein Garten sowie einige Innenräume besichtigt werden. Darüber hinaus finden im Park regelmäßig Veranstaltungen statt, so zum Beispiel ein alljährliches Töpferfest, ein Pflanzen- und Lebensmittelmarkt oder Reitsportveranstaltungen. Garten und Park sowie die vier größten Räume können zudem für Veranstaltungen angemietet werden. Eine Gastronomie im Erdgeschoss des Galerieflügels sorgt für das leibliche Wohl der Schlossbesucher.

## Beschreibung

### Das Äußere

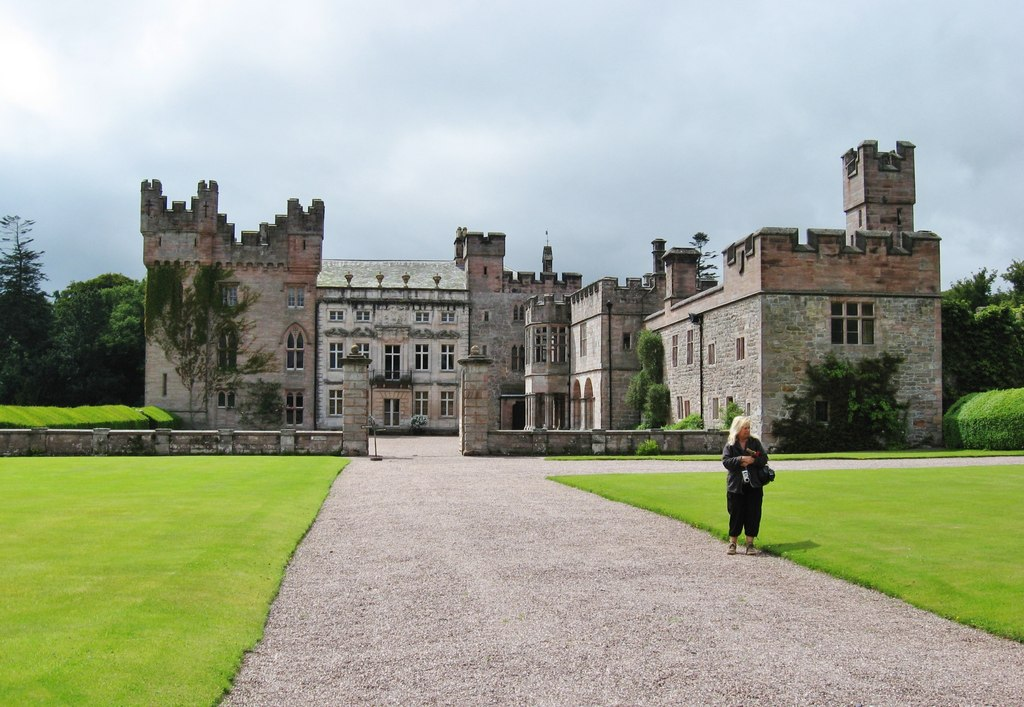
Hutton-in-the-Forest Hall, Ansicht von Nordosten

Hutton-in-the-Forest Hall wuchs seit dem Mittelalter allmählich zur heutigen Größe heran. Da die verschiedenen Bauteile in unterschiedlichen Epochen entstanden, zeigen sie alle verschiedene architektonische Stile. Mehrheitlich kam Sandstein für das Mauerwerk zum Einsatz, wobei dessen Farbe zwischen grau, rot und hellrosa variiert. Das Schloss liegt inmitten eines großen Schlossparks, zu dem ausgedehnte Waldbereiche gehören, die früher ein Teil des königlichen Waldes von Inglewood waren.
Kern der Anlage ist ein viereckiger Pele tower, dessen Außenmaße 32 × 24 Fuß (etwa 9,7 × 7,3 Meter) betragen. Seine Mauern waren bis zu sechs Fuß (ca. 1,83 Meter) dick. Seine drei Geschosse sind von einem Zinnenkranz abgeschlossen, der im 19. Jahrhundert hinzugefügt wurde. Aus demselben Jahrhundert stammt die Gestaltung des heutigen Turmeingangs mit kleinem Vorbau an der Nordostseite. Dem Pele tower schließt sich nach Südosten ein Gebäudetrakt an, in dessen Erdgeschoss der Große Saal liegt und der auch als Hauptflügel bezeichnet wird. Die beiden Bauten sind seit dem 17. Jahrhundert unter einem gemeinsamen Dach vereint. Der Hauptflügel besitzt einen Gewölbekeller und drei oberirdische Geschosse, wobei das oberste als Mezzanin ausgeführt ist. Die nach Nordosten zeigende Fassade wurde in der zweiten Hälfte des 17. Jahrhunderts gestaltet und unterscheidet sich in ihrem klassischen Aussehen vollkommen von allen anderen Fassaden des Schlosses. Sie ist durch Fenster in fünf Achsen unterteilt, wobei die mittlere im Erdgeschoss durch einen bossierten Eingang und einen darüber liegenden Balkon mit filigranem Gitter besonders betont ist. Die Tür zum Balkon ist von korinthischen Pilastern flankiert. Die Erdgeschossfenster besitzen einen gesimsartigen oberen Abschluss, während die Fenster im ersten Obergeschoss von gesprengten Rund- und Dreiecksgiebeln bekrönt sind. Die Dachtraufe ist vasenbestanden.

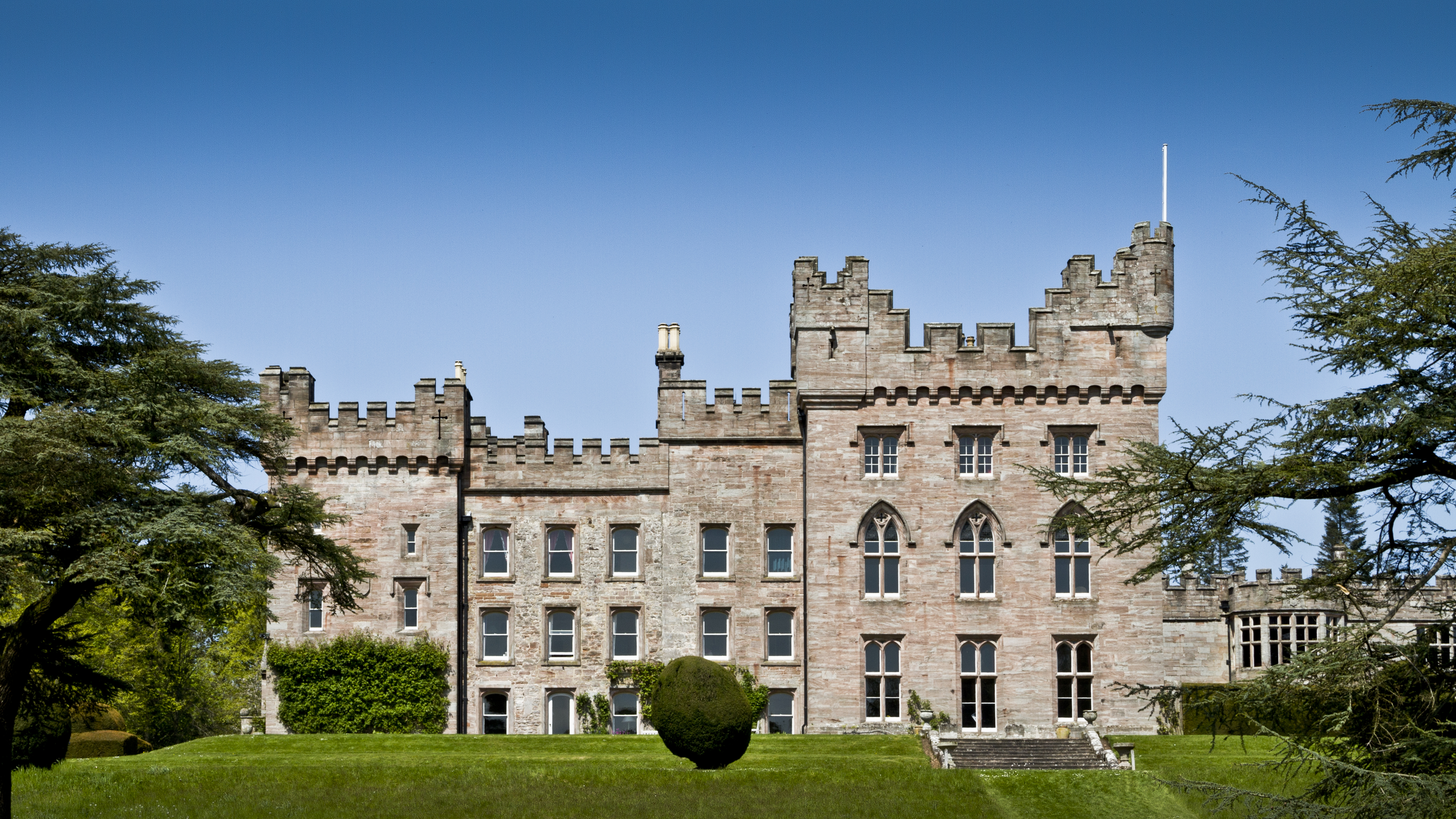
Südostseite des Schlosses

Nach Nordosten schließt sich dem Pele tower im rechten Winkel ein zweigeschossiger Gebäudeflügel aus dem 17. Jahrhundert an. Obwohl erst kurz vor dem Englischen Bürgerkrieg errichtet, ist er im Jakobinischen Stil gehalten. Wegen der in seinem Obergeschoss befindlichen langen Galerie wird dieser Trakt Galerieflügel genannt und ist eine Rarität, denn Galerien sind im nördlichen England sehr selten anzutreffen. Das Erdgeschoss weist Arkaden auf, deren Bögen von toskanischen Mehrfachsäulen getragen werden. Die Bögen sind heute geschlossen, waren aber nach klassischen Vorbildern anfänglich offen. Im Obergeschoss befindet sich mittig ein polygonaler Vorbau. Er wird von Säulen getragen, die denen der Arkaden ähneln. Der Zinnenkranz wurde vielleicht bei den Umgestaltungen unter Anthony Salvin hinzugefügt. Ein Rundturm an der westlichen Ecke des Galeriebaus erlaubt einen guten Blick auf den nordwestlich des Schlosses liegenden Walled Garden (deutsch ummauerter Garten). Der Flügel wird nach Nordosten durch einen fünfachsigen, ebenfalls zweigeschossigen Anbau aus dem 19. Jahrhundert verlängert. Die beiden hintereinanderliegenden Trakte flankieren einen Vorhof, der an seiner Nordostseite von einer niedrigen Mauer mit Gitterzaun und mittig liegendem, zweiflügeligen Tor abgeschlossen ist. Mauer und Tor sind als eigenständiges  Grade I Listed Building in die englische Denkmalliste eingetragen.
Die östliche Ecke des Gebäudeensembles wird durch einen wuchtigen, neugotischen Vierecksturm mit drei Geschossen markiert. Seine beiden Außenseiten sind durch Fenster in jeweils drei Achsen unterteilt. Auf Höhe des Dachgeschosses besitzt der Turm viereckige Ecktürme, von denen der östliche mit runden Scharwachttürmchen ausgestattet ist. Dem Ostturm schließt sich in südwestlicher Richtung ein dreigeschossiger Flügel an, dessen Südfassade siebenachsig ist. Das südliche Ende dieses Trakts ist dabei derart gestaltet, dass es dem Betrachter vorgaukelt, ein Turm zu sein.

### Innenräume

Erdgeschossgrundriss

Durch den Haupteingang im Erdgeschoss des Pele towers betritt der Besucher die Eingangshalle mit tonnengewölbter Decke und einer Waffensammlung. Die Funktion als Eingangshalle erhielt der Raum erst im späten 19. Jahrhundert, als der heutige Zugang in der Nordostwand ausgebrochen wurde. Der ursprüngliche Zugang zu diesem Turm lag an seiner Südostseite, wurde aber im 17. Jahrhundert vermauert, weil dort zu jener Zeit vom angrenzenden Großen Saal eine Treppe in das erste Obergeschoss des Turms errichtet wurde. Dieses war zuvor durch eine schmale Wendeltreppe in der Mauerstärke erschlossen.
Von der Eingangshalle gelangt der Besucher in den südöstlich daran anschließenden Großen Saal. Dessen sehr dicke Südwestmauer deutet auf das hohe Alter dieses Raums und seinen Ursprung in der Frühen Neuzeit hin. Ursprünglich aus dem 16. Jahrhundert stammend und in den 1680er Jahren umgebaut, wurde er in den 1830er Jahren durch Francis Vane und seine Frau Diana Olivia Beauclerk verändert. Die Entwürfe dazu lieferte Anthony Salvin. Sie ließen jedoch einige Ausstattungsmerkmale unverändert, so sind zum Beispiel der große Kamin und die Täfelung original. Auch die hölzerne Puttentreppe (englisch Cupid Staircase) aus dem späten 17. Jahrhundert wurde in ihrem Ursprungszustand belassen. Sie trägt ihren Namen aufgrund der Schnitzereien in Form von geflügelten Kindergestalten, die gemeinsam mit Akanthus-Blattwerk das Treppengeländer zieren. Die Stuckfelder zwischen den Balken der Holzbalkendecke zeigen Wappendarstellungen. Die Gestaltung der Decke stammt – wie die meisten Stuckdecken des Schlosses – aus dem 19. Jahrhundert. Die Entwürfe zu diesen stammen von George Webster und Anthony Salvin. Möbliert ist der Raum mit Mobiliar aus der Werkstatt von Robert Gillow.

Die Puttentreppe im Großen Saal zu Beginn des 20. Jahrhunderts

Am südöstlichen Ende des Großen Saals folgt das Esszimmer, das im Erdgeschoss des großen Ostturms liegt. Seine Einrichtung im neugotischen Stil stammt aus dem 19. Jahrhundert und wurde nach Entwürfen Anthony Salvins gestaltet. Zahlreiche Porträtgemälde von Mitgliedern der Familie Vane hängen an den Wänden. Für Beleuchtung sorgte ein großer Jugendstil-Lüster.
Die Puttentreppe im Großen Saal führt in das erste Obergeschoss des Pele towers. Auf ihrem oberen Absatz hängt eine Tapisserie aus der Mortlake-Manufaktur. Vom Treppenabsatz ist zum einen die Galerie erreichbar, zum anderen das sogenannte Puttenzimmer und die Bibliothek im viktorianischen Stil. Letztere liegt über dem Großen Saal und wurde unter Anthony Salvin verändert. Sie erhielt dabei unter anderem ihre heutige Decke und die Eichentüren.
Das Puttenzimmer ist der erste von drei Räumen in einer Zimmerfolge, die in den 1740er Jahren für Henry Fletcher gestaltet wurde. Der Name des Raums rührt von seiner reich verzierten Stuckdecke, die von Joseph Rose dem Älteren gestaltet wurde. Sie zeigt in ihrem runden Mittelfeld ein Putto. Auf das Puttenzimmer folgt das Blaue Zimmer (englisch Blue Room), ein nach seiner Wandfarbe benanntes Schlafzimmer mit Möbeln aus dem 18. Jahrhundert im Arts-and-Crafts-Stil. Sowohl das Himmelbett als auch der Toilettentisch stammen von Robert Gillow. Vom Blauen Zimmer ist Lady Darlingtons Zimmer (englisch Lady Darlington's Room) erreichbar. Benannt ist der Raum nach der zweiten Countess of Darlington, einer Verwandten aus der Familie Vane, die oft in Hutton-in-the-Forest zu Besuch war. Der Raum stammt zwar aus dem 18. Jahrhundert, wurde aber während der Arts-and-Crafts-Zeit umgestaltet. Davon zeugt zum Beispiel die Tapete nach Entwürfen von William Morris. Sie ist eine von insgesamt vier erhaltenen Morris-Tapeten im Schloss.
Über dem Esszimmer befindet sich im ersten Geschoss der Drawing Room, ein großer, wohnlich ausgestatteter Salon, der zwar in viktorianischer Zeit, aber trotzdem im Régence-Stil eingerichtet wurde. Die dort zu sehenden Möbel stammen aus der Werkstatt Robert Gillows. Das Klavier ist ein frühes Stück von John Broadwood & Sons.
Vom oberen Absatz der Puttentreppe aus gelangt der Besucher in die Galerie des Schlosses. Sie liegt im ersten Geschoss des nach ihr benannten Galerieflügels. Obwohl in den 1640er Jahren eingerichtet, hat sie noch elisabethianisches Flair. Im 19. Jahrhundert instand gesetzt, finden sich an ihren Wänden zahlreiche Familienporträts. In den Buffetschränken ist altes Porzellan ausgestellt.

### Schlosspark und -garten

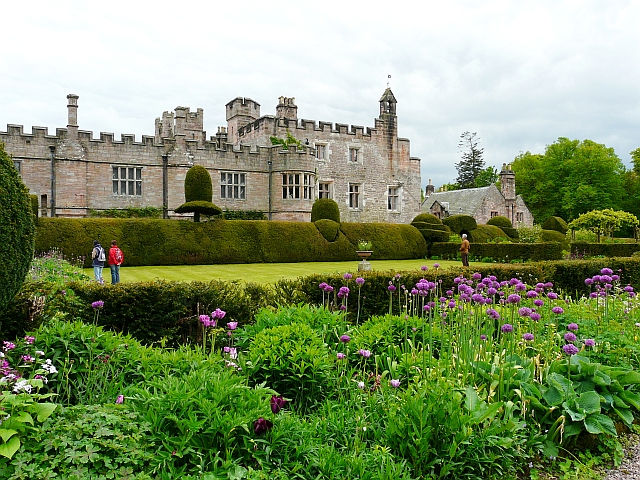
Blick vom Walled Garden zur Nordwestseite des Schlosses

Das Schloss ist von einem rund 200 Hektar großen Schlosspark und -garten umgeben, der seit dem 1. Juli 1985 als Grade II Registered Park and Garden unter Denkmalschutz steht. Schon seit dem 17. Jahrhundert war Hutton Hall von weitläufigen formalen Gärten umgeben. Ein Bericht aus dem 18. Jahrhundert gibt an, dass es dort zu jener Zeit neben heimischen Bäumen wie Tannen, Buchen, Ulmen und Linden auch exotische Pflanzen aus Indien gegeben habe. Von der damaligen Gartengestaltung ist heute aber kaum etwas erhalten. Lediglich die Terrassen an den beiden südlichen Seiten des Schlosses stammen noch aus jener Zeit, allerdings wurden ihre Topiarys mehrheitlich erst in den 1890er Jahren gepflanzt.
Nordwestlich des Schlosses liegt ein formaler Garten, der wegen seiner Mauern Walled Garden genannt wird. Seine heutige Gestaltung geht zwar auf Entwürfe Anthony Salvins aus dem späten 19. Jahrhundert zurück, die Wurzeln sind aber in einem formal gestalteten Küchengarten zu suchen, der in den 1730er Jahren unter Henry Fletcher Vane angelegt wurde. Die namensgebenden Mauern stehen an der Nord- und Ostseite des Areals, die beiden übrigen Seiten sind von in Form geschnittenen Eibenhecken begrenzt. Zwei sich kreuzende, geradlinige Wege unterteilen den Garten in vier Kompartimente, in denen sich neben Blumen eine große Zahl an Kräuterpflanzen findet.

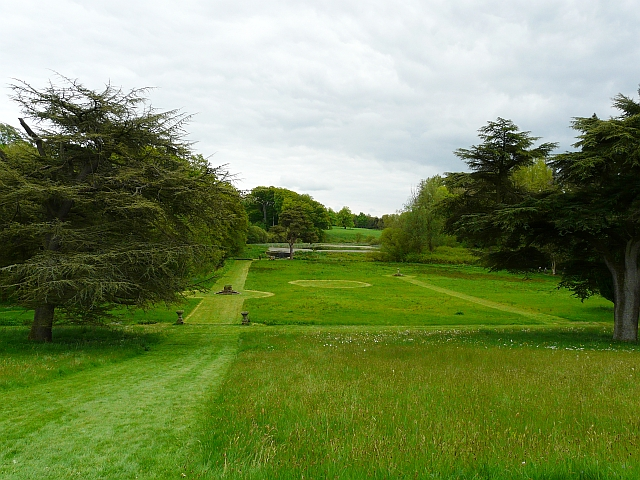
Teil des Landschaftsgartens

Schlossgebäude und Garten sind umgeben von einem großzügigen Landschaftspark im englischen Stil, in dem einige wertvolle Solitärbäume stehen, darunter ein etwa 37 Meter hoher Riesenmammutbaum mit einem Stammumfang von mehr als elf Metern. Im Park liegen drei Teiche mit den Resten von Kaskadenanlagen. Die beiden südlichen werden von einem kleinen Bach gespeist, der das Parkareal durchzieht. Der älteste und größte der Teiche wird nach seiner Lage Middle Pond (deutsch mittlerer Teich) genannt und diente früher als Fischbecken. An ihn grenzt nordwestlich das Areal des ehemaligen Low Gardens, der in den 1870er Jahren als Rhododendrongarten angelegt worden war. Heute ist von ihm jedoch nichts mehr erhalten, an seiner Stelle liegt dort eine Wildblumenwiese. Lediglich die zum Rhododendrongarten gehörende Sonnenuhr befindet sich noch an ihrem Platz. Zugang zum Park gewähren drei Eingangstore, eines davon liegt an der Ost-, zwei an der Nordseite. Das Haupttor im Norden und der Osteingang stehen als eigenständige Grade II Listed Buildings unter Denkmalschutz. Gleiches gilt für einen Taubenturm im nördlichen Bereich des Landschaftsgartens. Der achteckige Turm stammt aus dem späten 17. oder frühen 18. Jahrhundert und ist seit dem 24. Oktober 1986 denkmalgeschützt. Sein schiefergedecktes Dach ist von einer hölzernen Laterne bekrönt. Der Turm war für insgesamt 400 Vögel ausgelegt, diente aber – in zwei Geschosse unterteilt – zeitweise auch als Hundehütte.
Früher wurden im Park Hirsche gehalten, und es gab einen Cricketplatz, doch dieser wurde bei Ausbruch des Ersten Weltkriegs aufgegeben. Während des Zweiten Weltkriegs diente das Parkgebiet als Flugplatz. Zum Schlosspark gehören auch einige Mischwälder aus über 200 Jahre alten Laubbäumen, 100-jährigen Koniferen und neueren Pflanzungen aus dem 20. Jahrhundert. Spazierwege laden die Schlossbesucher zu einem Waldrundgang ein.